# خلق الإنسان من طين
خلق الإنسان من طين هي أحد الأمور المتعلقة بالخلق والولادة الإعجازية تظهر في جميع الأديان والأساطير العالمية، ولكن أثبتت بعض الأبحاث العلمية الحديثة وجود ترابط وعلاقة بين الطين والحمض النووي للإنسان بسبب الترتيب لجزيئات الطين المعدنية، والقدرة الكبيرة على الامتزاز، والوقاية من الأشعة فوق البنفسجية، والقدرة على تركيز المواد الكيميائية العضوية.

## في الأديان والأساطير

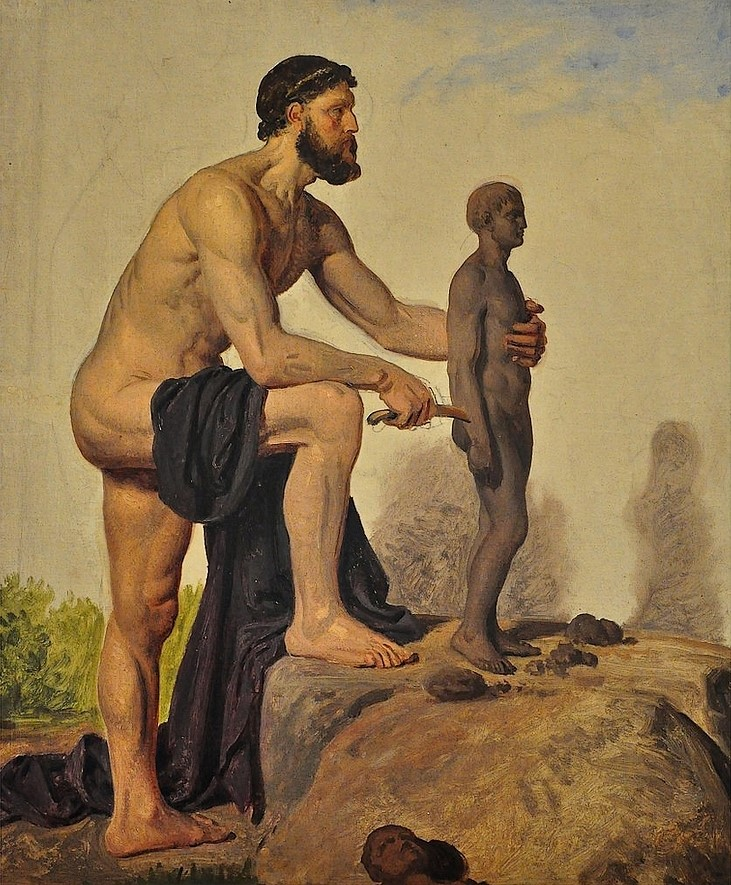
بروميثيوس يخلق الإنسان في الطين بقلم كونستانتين هانسن

- بروميثيوس يخلق الإنسان في الطين بقلم كونستانتين هانسنحسب الأساطير السومرية الإله إنكي أو إنليل خلق الإنسان كخادم للآلهة من الطين والدم. وفي ملحمة جلجامش، تم إنشاء إنكيدو من قبل الإلهة أرورو من الطين ليكون شريكًا لجلجامش "الجبار في القوة". في قصة سومرية أخرى، كلاهما إنكي و‌ننهورساج خلقا البشر من وعاء مصنوع من الطين من أبزو وهي قارة إفريقيا اليوم، ووفقاً للاسطورة وضع في الوعاء بويضة الإنسان والحيوانات المنوية من الأنوناكي للتخصيب وثم وضعت مرة أخرى في الأنوناكي البطلة.[2]
- وفقا للأساطير البابلية في ملحمة الخلق البابلي إنوما إليش، خلقت الإلهة "ننهورساج"، البشر من الطين.
- حسب الأساطير اليونانية، بروميثيوس خلق الإنسان من طين، في حين ديميتر ينفخ فيها الحياة.[3] وقد صُممت باندورا، وهي من الأساطير اليونانية، من الطين وأعطيت صفة "النعمة الساذجة المقترنة بالمشاعر". [4]

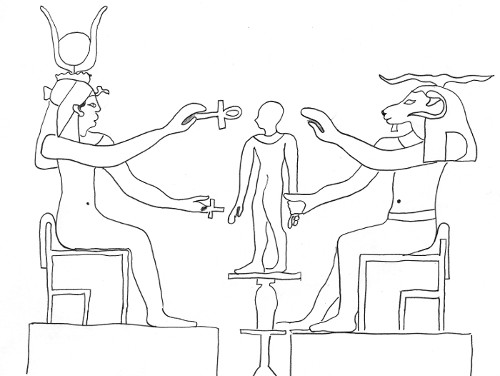
إله الخلق المصري خنوم (على اليمين) هو إله أكبر يصنع البشر والآلهة من الطين علي عجلة الفخار، هنا إيزيس (على اليسار) تعطي الحياة.

- إله الخلق المصري خنوم (على اليمين) هو إله أكبر يصنع البشر والآلهة من الطين علي عجلة الفخار، هنا إيزيس (على اليسار) تعطي الحياة.في الأساطير الزرادشتية، أولاً الثور البدائي، جافيفوداتا، وبعد ذلك الإنسان البدائي، تم إنشاء جافيومارت من الطين بواسطة الإله الأعلى أهورامزدا.
- وفقًا للأساطير الهندوسية ، فإن والدة غانيشا - بارفاتي - صنعت غانيشا من الطين وحولته إلى لحم ودم.
- وفق الأساطير الصينية الإلة ناوا قام بصب مجسمات من الأرض الصفراء، ومنحهم الحياة والقدرة على الإنجاب.
- وفق الأساطير المصرية قام الإله خنوم بعملية الخلق المادي للإنسان من طمي النيل على عجلة الفخار. وكان خنوم يخلق الأطفال من الطين المتوفر في أسوان قبل وضعهم في رحم الأم..[5]
- وفقًا للأساطير المدغشقرية، خلق إله السماء زانااري وإله الأرض راتوفانتاني شعب مدغشقر من خلال نفخ الحياة في الدمى الطينية.[6]

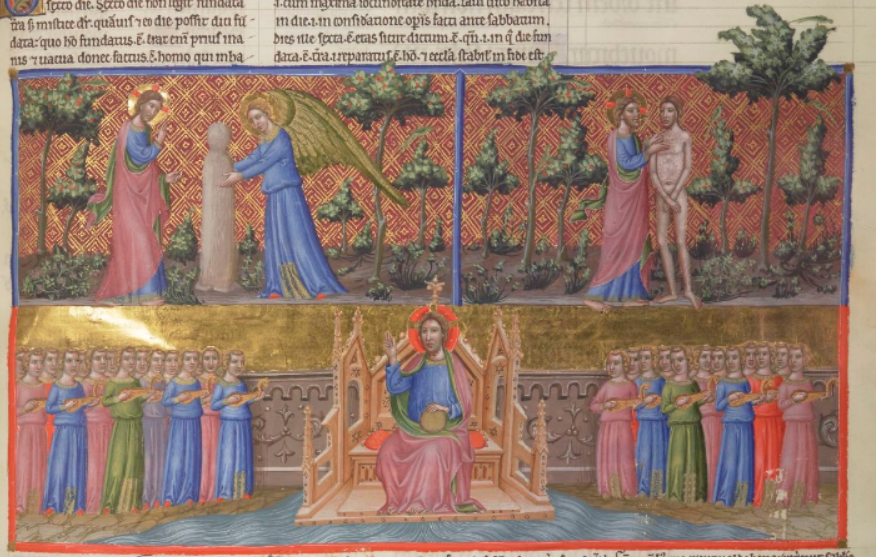
خلق آدم من كتلة من الطين في سفر المزامير العظيم في كانتربري.

- خلق آدم من كتلة من الطين في سفر المزامير العظيم في كانتربري.وفقا لبعض المعتقدات الهندية الأمريكية قام «صانع الأرض» بتشكيل تماثيل للكثير من الرجال والنساء، ثم قام بتجفيفها بالشمس ثم قام بنفخ الحياة فيها.
- وفق أساطير الانكا قام الإله الخالق فيراكوتشا بتشكيل البشر من الطين في محاولته الثانية لخلق المخلوقات الحية.
- وفقا لبعض الأساطير اللاوسية هناك قصص عن خلق البشر من الطين
- في تقاليد هاواي، كان الرجل الأول يتألف من مياه موحلة وأخذت نظيرته من أجزائه الجانبية (قد تكون القصة مسيحية جزئيًا أو كليًا).[7]
- تعتقد ثقافة اليوروبا أن الإله أوباتالا، بالمثل، خلق الجنس البشري من الطين.[8]
- يعتقد سكان نيوزلاندا الأصليين شعب الماوري أن إله الغابة تان ماهوتا خلق أول امرأة من الطين ونفخ الحياة فيها.
- في الثقافة الإسكندنافية، يتكون البشر من الرمال الموجودة في جذوع الأشجار.[9]
- وفقًا لمعتقدات بعض الأمريكيين الأصليين، شكل صانع الأرض شخصية العديد من الرجال والنساء، والتي جففها في الشمس ونفث فيها الحياة.[10]
- في قصة إنشاء شعب الكيتشا في غواتيمالا،يروي نص بوبول فوه، صنع البشر الأوائل من الطين، على الرغم من أنهم يمتصون الماء ويتفككون.
- تحتوي أساطير آسيا الوسطى، بما في ذلك الألتية والمنغولية، على قصص حول كيفية خلق الإله أولجن للرجل الأول، إيرليك، من طين يطفو على سطح الماء.[11]
- في تقليد شعب لجاو في نيجيريا، قامت الألهة وينجي، بخلق البشر من الأرض الذين سقطوا من السماء قبل منحهم هويات.
- يعتقد الأينو اليابنيين تاريخيًا أن الإله كاموي بنى الأينو على ظهر سمكة عملاقة باستخدام الطين والعصي والماء.[6]
- يعتقد شعب بايرهور في الهند أن علقة كانت مسؤولة عن جلب طين إله الخالق الذي سيصبح فيما بعد في البشر.[6]
- يعتقد شعب جوندي في الهند أن نانتو (القمر) كان مصنوعًا من الطين الذي بصقه كومبارا على ابنه.[6]
- لدى شعب إيفيه قصة خلق حيث صنع الإنسان الأول من الطين والجلد.[6]
- في الأساطير البولينيزية، خلقت تاني المرأة الأصلية من الطين الأحمر.[6]
- يعتقد شعب غارو في الهند أن خنفساء أعطت طينًا للإله الخالق تاتارا رابوغا، الذي صنع البشرية منه.[6]
- تتضمن أسطورة أيمار في بوليفيا الخلقية صنع البشر من الطين.[6]
- لدى شعب سونغي في الكونغو أسطورة الخلق التي تتضمن إلهين، مويل وكولومبو، يصنعان البشر من الطين كجزء من التنافس.[6]
- وفقًا لأساطير بوريات الإله سومبوف خلق الإنسان من الطين والصوف.[6]
- يعتقد بعض الدينكا في السودان أن نيالك، الخالق، شكل البشر أبوك وقرنغ من الطين. تم وضع الصلصال في الأواني لينمو، وفي النهاية خرج ككبار بالغين. تنسب روايات أخرى خلق الإنسانية إلى نيالاك وهو ينفخ أنفه أو يعتقد أن البشر أتوا من السماء ووُضعوا على نهر كبالغين ناضجين.[6]
- يعتقد شعب الدوجون أن إلهة الأرض قد صنعت عندما ألقت أما بالأرض في الفراغ البدائي.[6]
- آرا وإريك، وهما روحان طائران من أسطورة جزيرة بورنيو، خلقا البشر من الطين وأصواتهم.
- جعلت أساطير إنوبيات (شعوب الاسكا الأصليين) الإلة رافين من صنع الإنسان من الطين، والذي سيصبح فيما بعد تورناك، الشيطان الأول.[6]
- صُنعت النساء في أساطير أندامانيز من الطين (بينما خرج الرجال من خيزران منقسم).[12][13]
- في الأساطير الفيتنامية، خلقت الألهة نجوك هوانج وتويلف بام أناسًا من الطين.[14][15]

### الأديان الإبراهيمية

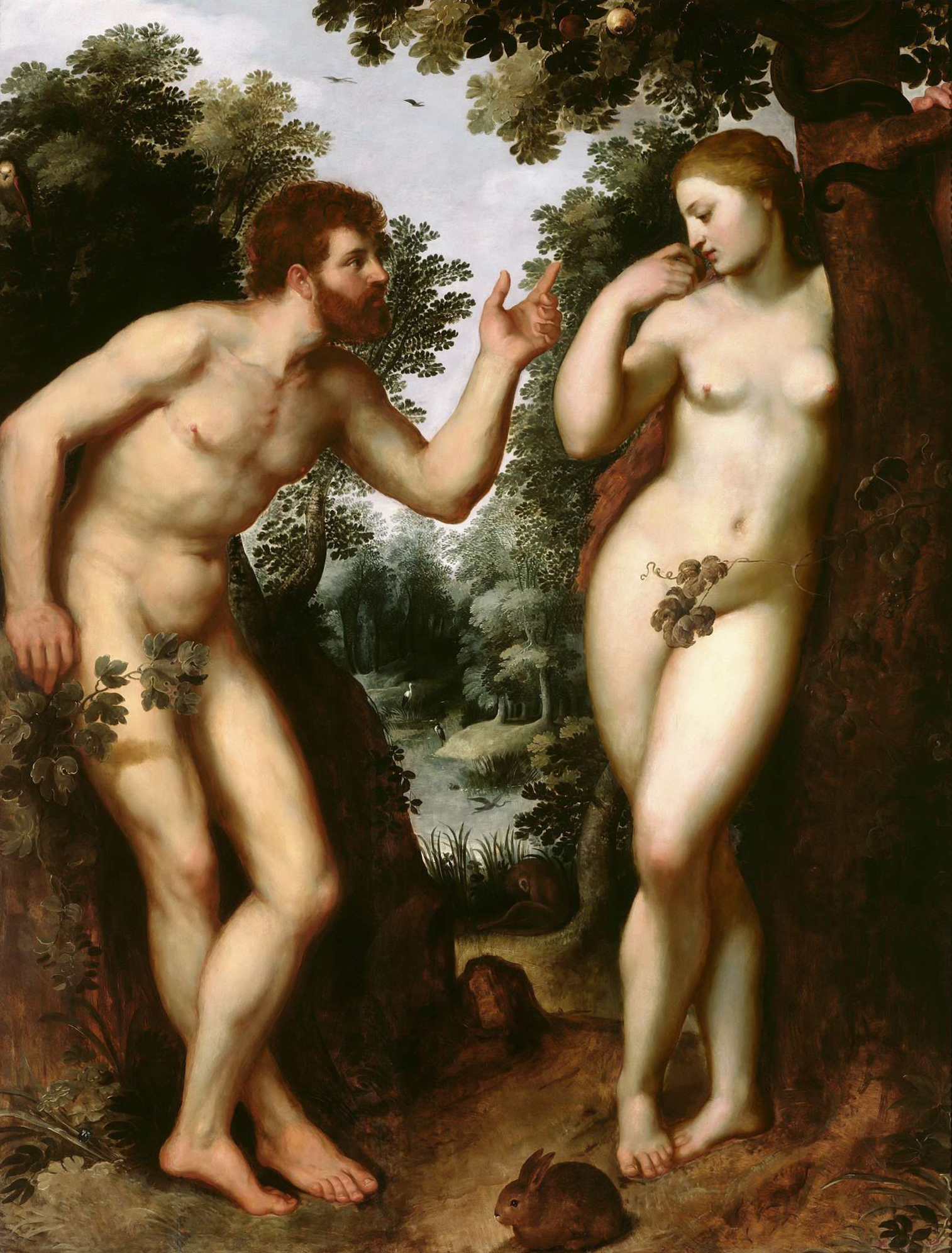
آدم وحواء في الأديان الإبراهيمية.

تؤمن الأديان الإبراهيمية بخلق الإنسان من طين، حيث:
- وفقًا لسفر التكوين في التوراة «وَجَبَلَ الرَّبُّ الإِلهُ آدَمَ تُرَابًا مِنَ الأَرْضِ، وَنَفَخَ فِي أَنْفِهِ نَسَمَةَ حَيَاةٍ. فَصَارَ آدَمُ نَفْسًا حَيَّةً.» (تكوين 7:2).«فَخَلَقَ اللهُ الإِنْسَانَ عَلَى صُورَتِهِ. عَلَى صُورَةِ اللهِ خَلَقَهُ. ذَكَرًا وَأُنْثَى خَلَقَهُمْ.» (تكوين 1: 27) .«بِعَرَقِ وَجْهِكَ تَأْكُلُ خُبْزًا حَتَّى تَعُودَ إِلَى الأَرْضِ الَّتِي أُخِذْتَ مِنْهَا. لأَنَّكَ تُرَابٌ، وَإِلَى تُرَابٍ تَعُودُ.» (تكوين 3: 19) وقد سمي آدم بهذا الأسم نسبة لأديم الأرض أي الطين،[16] بينما سميت حواء نسبة لأنها أم كل حي.[17]
- في الفولكلور اليهودي، جوليم هو كائن مجسم متحرك يتم إنشاؤه بالكامل من مادة غير حية، عادةً من الطين، تضمنت رواية جوليم الأكثر شهرة حاخام براغ يهوذا لو بن بيزال، في أواخر القرن السادس عشر. وفقًا لمجلة مومنت فهو عبارة عن استعارة قابلة للتغيير بدرجة كبيرة مع رمزية لا حدود لها على ما يبدو.
- وفق القرآن، ﴿الَّذِي أَحْسَنَ كُلَّ شَيْءٍ خَلَقَهُ وَبَدَأَ خَلْقَ الْإِنْسَانِ مِنْ طِينٍ ۝٧﴾ [السجدة:7]﴿إِنَّ مَثَلَ عِيسَى عِنْدَ اللَّهِ كَمَثَلِ آدَمَ خَلَقَهُ مِنْ تُرَابٍ ثُمَّ قَالَ لَهُ كُنْ فَيَكُونُ ۝٥٩﴾ (سورة آل عمران، الآية 59) ﴿خَلَقَ الْإِنْسَانَ مِنْ صَلْصَالٍ كَالْفَخَّارِ ۝١٤﴾ [الرحمن:14][18]، ﴿وَلَقَدْ خَلَقْنَا الْإِنْسَانَ مِنْ صَلْصَالٍ مِنْ حَمَإٍ مَسْنُونٍ ۝٢٦﴾ [الحجر:26]، ﴿فَاسْتَفْتِهِمْ أَهُمْ أَشَدُّ خَلْقًا أَمْ مَنْ خَلَقْنَا إِنَّا خَلَقْنَاهُمْ مِنْ طِينٍ لَازِبٍ ۝١١﴾ (سورة الصافات، آية 11).[19] ﴿قَالَ يَا إِبْلِيسُ مَا مَنَعَكَ أَنْ تَسْجُدَ لِمَا خَلَقْتُ بِيَدَيَّ أَسْتَكْبَرْتَ أَمْ كُنْتَ مِنَ الْعَالِينَ ۝٧٥﴾[20]، ﴿قَالَ أَنَا خَيْرٌ مِنْهُ خَلَقْتَنِي مِنْ نَارٍ وَخَلَقْتَهُ مِنْ طِينٍ ۝٧٦﴾[21]، انظر نظرة الإسلام للتطور

## في العلوم
- تم اقتراح دور معادن الطين في التولد الذاتي في ورقة عام 2013 بعنوان معادن الطين وأصل الحياة.
- في 1859م طرح عالم الأحياء الطبيعي البريطاني تشارلز داروين نظريته حول التطور الذي يحدُث عبر الإصطفاء الطبيعي في كتابيه "أصل الأنواع" و"أصل الإنسان" وقد طرح فية التطور كبديل عن فكرة الخلق المباشر من الطين السائدة بين البشر حيث رأي بأن الإنسان والقردة العليا يربطهم سلف مشترك ثم تطور كل نوع منهم علي حدي وقدم محاججة علمية لإثبات ذلك.

## في الخيال
- تم نحت البطل الخارق المرأة الخارقة من الطين من قبل والدتها هيبوليتا وأعطتها الحياة من قبل الآلهة اليونانية.